# Llengües amazigues septentrionals
Les llengües amazigues septentrionals són una sub-família de les llengües amazigues parlades d'un extrem a un altre del Magrib. La seva continuïtat es trenca per l'expansió de l'àrab, i en menor mesura pel subgrup Zenati, el qual, encara que sense cap dubte els amazic septentrionals, comparteixen certes innovacions que no troben en les llengües circumdants, un notable suavitzar de k a sh o ch, i la falta de a- en certes paraules, com a "mà" (afus vs. fus).
El grup de llengües amazigues septentrionals comprèn.
- Llengües no zenetes:
  - les Llengües amazigues de l'Atles, al Marroc, comprenen :
    - Chelja (inclou el judeoamazic), al sud ;
    - Tamazight del Marroc central ;
    - Sanhaja de Srair, al Rif central ;
    - Ghomara, al nord-oest del Rif ;

  - Cabil, a Algèria;[2]
- les llengües zenetes:[4]
  - El rifeny, al nord-est del Marroc, comprèn:
    - Rifeny occidental, al voltant d'Al Hoceima ;
    - Rifeny central, als voltants de Nador i Driouch ;
    - rifeny oriental, al voltant de Berkane i Kebdana ;
    - les parlars zenetes de l'Oriental ;

  - l'amazic de l'Atles Mitjà oriental, al centre-est del Marroc, transitori amb les llengües amazigues de l'Atles ;
  - les parlers du nord-oest d'Algèria:
    - amazic de Dahra, inclou els parlars shenwa, amazic de la conca Chéliff i del Gouraya ;
    - Tamazight de l'Atlas de Blida, a la Mitidja ;
    - Dialecte de Beni Snous, considerat per alguns dialecte del rifeny ;

  - Shawiya, als Aurès, a Algèria ;
  - Els parlars nord-saharians, que comprenen:
    - Chelja del Sud oranès i de Figuig, a ambdues parts de la frontera entre Algèria i el Marroc ;
    - Taznatit, a Gourara, Algèria ;
    - Els parlars amazics tuwat i tidikelt, a Algèria ;
    - Mozabit, a la regió del Mzab, a Algèria ;
    - Tagargrent, a la regió d'Ouargla, a Algèria ;
    - Temacine tamazight, a la regió de l'Oued Righ, a Algèria ;

  - Llengües zenetes orientals, de transició amb les Llengües amazigues orientals, comprenen:
    - Tamazight du Sened, a Tunísia,
    - Tamazight de Djerba, a Tunísia ;
    - Tamazight de Matmata, a Tunísia ;
    - Tamazight de Tataouine, a Tunisia ;
    - Zuwara, a la vila de Zouara, a Líbia.

Els límits orientals semblen ser difusos: algunes fonts inclouen la llengua nafusi i el ghadames, mentre que unes altres no. La majoria de les fonts estan d'acord respecte al fet que el ghadames està per fora de les amazigues septentrionals, però Ethnologue no.
No hi ha una resposta autoritzada al dubte de quin d'aquests descriure com una "llengua" versus un "dialecte", alguns acadèmics han vist a les amazigues septentrionals sinó a totes les llengües amazigues com a dialectes d'una sola llengua, mentre uns altres van sorgir amb comptes molt més alts. En qualsevol cas, la comprensibilitat mútua entre les llengües amazigues septentrionals és alta, encara que no perfecta.

## Comparació lèxica
Els numerals de l'1 al 10 en diferents llengües amazigues septentrionals són:
| GLOSA | Atles     | Atles     | Taqabaylit | Zenati                    | Rifeny     | PROTO- BERBER Sep. |
| GLOSA | Tamazight | Tashelhit | Taqabaylit | Tagargrent                | Rifeny     | PROTO- BERBER Sep. |
| ----- | --------- | --------- | ---------- | ------------------------- | ---------- | ------------------ |
| '1'   | ʎiwən     | yan       | ʎiwɘn      | iggən (m.) iygən (f.)     | iʒən       | *iggən             |
| '2'   | siːn      | sin       | siːn       | sənn (m.) sənnət (f.)     | (θnayən)   | *siːn              |
| '3'   | qrɑdˤ     | kradˤ     | (θlaθa)    | ʃaradˤ (m.) ʃaradˤt (f.)  | (θraθa)    | *qrɑdˤ             |
| '4'   | ukuz      | kozˤ      | (rˤʌbʕa)   | kkʷəzˤ (m.) kkʷəzˤt (f.)  | (arˤbˤa)   | *kuzˤ              |
| '5'   | smus      | smːus     | (χʌmsɐ)    | səmːəs (m.) səmːəst (f.)  | (xamsa)    | *səmːus            |
| '6'   | sˤdis     | sdˤis     | (sɜt͡sɐ)    | sˤəsˤː (m.) sˤəsˤːət (f.) | (sətta)    | *sdˤis             |
| '7'   | sɐ        | sa        | (sʌbʕa)    | sa (m.) sat (f.)          | (səβˤa)    | *sa                |
| '8'   | tˤɒm      | tam       | (θmʌɲa)    | tam (m.) tamət (f.)       | (θəminiya) | *tˤam              |
| '9'   | tzzɐ      | tzˤa      | (tʌsʕɒ)    | təsː (m.) təsːət (f.)     | (tsˤa)     | *tzˤa              |
| '10'  | mrɑw      | mraw      | (ʕʌʃrin)   | maraw (m.) mrawət (f.)    | (ˤəʃra)    | *maraw             |
Les formes entre parèntesis són adaptacions de préstecs lèxics de l'àrab. Els numerals distingeixen forma masculina i forma femenina, quan es dona una sola forma aquesta és la de masculí.